# SN 2006kj
SN 2006kj – supernowa typu Ia? odkryta 27 września 2006 roku w galaktyce A032432+0101. W momencie odkrycia miała maksymalną jasność 20,90m.